# Franz Christoph Neubauer
Franz Christoph Neubauer (vers 1760 peut-être à Hořín près de Mělník – 11 octobre 1795 à Bückeburg) est un compositeur et violoniste germano-bohémien.

## Biographie
La vie de Neubauer n'a survécu que par fragments, mais peut-être était-il d'origine paysanne. Il reçoit sa première éducation musicale par un maître d'école, ainsi qu'un bon enseignement des sciences, de sorte que le latin lui était familier. Il est déjà violoniste et compositeur qualifié lorsque très jeune, il part pour poursuivre ses études à Prague, poursuivant aussi l'étude de la musique, mais se produisant déjà en tant que compositeur. 
Comme nombre de ses contemporains tchèques, il quitte son pays natal, pour la Bavière, allant de monastères en monastère, composant et jouant en échange du gîte et du couvert. Des documents datés de l'automne 1780, indiquent qu'il a visité les monastères augustins d'Au am Inn and Gars am Inn, ainsi que le monastère bénédictin d'Attel am Inn. Et en 1781, il est de passage à Diessen, Andechs, Schäftlarn et Fürstenfeld en Haute-Bavière. À l'abbaye d'Andechs, il écrit un Stabat Mater en une semaine. D'autres voyages l'ont emmené à Munich et Vienne, où, selon Schlichtegroll, il rencontre Haydn, Mozart ainsi que Kozeluch et Wranitzky, ses compatriotes. Le plus important des monastères visités est Ottobeuren, où il a enseigné la musique par intermittence de 1783 à 1787. À Schöntal, il rencontre l'Abbé Georg Joseph Vogler qui exprime son admiration pour ses talents. Il laisse des traces de ses séjours à Constance, Spire, Heilbronn, Zurich et Coblence.
En 1785 à Spire, il compose trois quatuors à cordes, en 1788 à Zurich, un hymne à la nature pour chœur et orchestre, ainsi que 24 mélodies avec piano. La même année, il publie son opéra Fernando und Yariko, peut-être créé en 1784 à Munich, mais joué certainement en 1786 à Vienne.
Vers 1785, il travaille comme maître de chapelle salarié du prince Ludwig Carl Franz Leopold (de). Les archives centrale des Hohenlohe de Neuenstein, conservent de nombreuses œuvres de la période 1782–1790.
En 1789, il dirige avec succès à Heilbronn Victoire de Frédéric Cobourg sur les Turcs, un concert peinture et en 1790, la musique funèbre pour la mort de l'empereur Joseph II. À Coblence et Spire, il est également très apprécié par ses contemporains.
La même année, il est Kapellmeister de Frédéric-Auguste à Weilbourg. À la dissolution de la chapelle en raison des guerres napoléoniennes, il se rend à Minden en Westphalie ; il travaille aussi pour le prince de Fürstenberg en tant que maître de chapelle en 1783.
Après de nombreuses pérégrinations il atteint Bückeburg et se place sous la protection de la comtesse Julienne de Hesse-Philippsthal. Il y rencontre Johann Christoph Friedrich Bach (l’un des fils de Jean-Sébastien Bach), Kapellmeister depuis quarante ans. Il se développe bientôt un rapport de concurrence entre l'ancien et le jeune musicien. Bach se voyait menacé dans sa position. Bach meurt peu de temps après, le 26 janvier 1795, et Neubauer prend sa succession. Il ne devait profiter du poste que neuf mois, avant de mourir lui aussi.
Neubauer avait des mœurs libertines et ses contemporains affirment qu'on le trouvait souvent en état d'ébriété et en train de fumer. Sa mort prématurée a été associée à la consommation excessive d'alcool. Dans sa nécrologie, le chapelain de la cour, Karl Gottlieb Horstig, écrit : « Une touche flamboyante du génie régnait dans l'orchestre quand Neubauer le dirigeait et, lorsqu'il exécutait ses symphonies, son esprit les animait, provoquant un effet indescriptible sur ses auditeurs... »

## Œuvres (sélection)
- 30 Symphonies (dont 13 imprimées par Johann André à Offenbach)
- 3 Concertos pour flûte, op. 13
- Concerto pour piano, op. 21
- Concerto pour violoncelle (1803, Schott, Mayence)
- 20 Quatuors à cordes
- 6 Quatuors avec flûte
- 30 Trios pour différents instruments
- 80 Duos pour divers instruments
- plus de 30 messes (Missa Solemnis, Missa in contrapunctus)
- 6 Requiem
- Stabat Mater
- Cantate de Noël Lobsinget ihr Menschen (1787)
- Cantate über die Lage des deutschen Vaterlandes (1795)
- 10 Litanies, 8 Vêpres, 8 Te Deum
- 13 mélodies avec piano
- Fernando und Yoriko Schauspiel mit Gesang (1785)
- Adelheit von Veltheim (1787, Zurich)
- Nombreux Menuets et Allemandes

## Sur les œuvres
Ernst Ludwig Gerber indique dans son Lexicon, 32 ouvrages imprimés de tout genre musical, mais en 1810, il n'avait accès qu'à une partie de l'œuvre. Il juge en quelques mots le musicien : On ne peut pas nier dans ses œuvres le génie, le feu et l'ingéniosité. Les propos ne peuvent être dénués de sens pour les symphonies où se trouve sa plus grande force. Il est difficile d'être d'accord avec ce jugement, parce que les oreilles et le cœur ont été nourris par les chefs-d'œuvre de Haydn notamment par ses symphonies. Les symphonies de Neubauer sont de mignons divertissements. Cependant Gerber admet qu'il ne connaissait que quelques-unes de ses symphonies et que d'autres œuvres lui étaient tout à fait inconnue.

## Biographie
- (de) Robert Eitner, « Neubauer, Franz Christoph », dans Allgemeine Deutsche Biographie (ADB), vol. 23, Leipzig, Duncker & Humblot, 1886, p. 469
- (de) Robert Münster, « Neubauer, Franz Christoph », dans Neue Deutsche Biographie (NDB), vol. 19, Berlin, Duncker & Humblot, 1999, p. 95 (original numérisé).